# Strinne, Kramfors kommun
Strinne är kyrkbyn i Bjärtrå socken och en småort i Kramfors kommun, Västernorrlands län. Från 1975 till 1990 var orten tätort. 1980 namnsattes tätorten till Bjärtrå.
Strinne var centralort i Bjärtrå kommun.

## Befolkningsutveckling
| Befolkningsutvecklingen i Strinne 1975–2015 | Befolkningsutvecklingen i Strinne 1975–2015 | Befolkningsutvecklingen i Strinne 1975–2015 | Befolkningsutvecklingen i Strinne 1975–2015 | Befolkningsutvecklingen i Strinne 1975–2015 |
| --- | ------------------------------------------- | ------------------------------------------- | ------------------------------------------- | ------------------------------------------- |
| |                                             |                                             |                                             |                                             |
| År |                                             |                                             | Folkmängd                                   | Areal (ha)                                  |
| 1950 | 1950                                        |                                             | 270                                         | ##                                          |
| 1975 | 1975                                        |                                             | 245                                         | 60                                          |
| 1980 | 1980                                        |                                             | 221                                         | 60                                          |
| 1990 | 1990                                        |                                             | 104                                         | 16#                                         |
| 1995 | 1995                                        |                                             | 171                                         | 56#                                         |
| 2000 | 2000                                        |                                             | 179                                         | 56#                                         |
| 2005 | 2005                                        |                                             | 167                                         | 56#                                         |
| 2010 | 2010                                        |                                             | 117                                         | 58#                                         |
| 2015 | 2015                                        |                                             | 84                                          | 34#                                         |
| Anm.: Ej tätort 1960; Ny tätort 1975; Namnändring från Strinne till Bjärtrå 1980; Ej tätort 1990, nya småorten benämnd Strinne ## Som tätort/befolkningsagglomeration 1920–1950. # Som småort. |                                             |                                             |                                             |                                             |